# AS-90

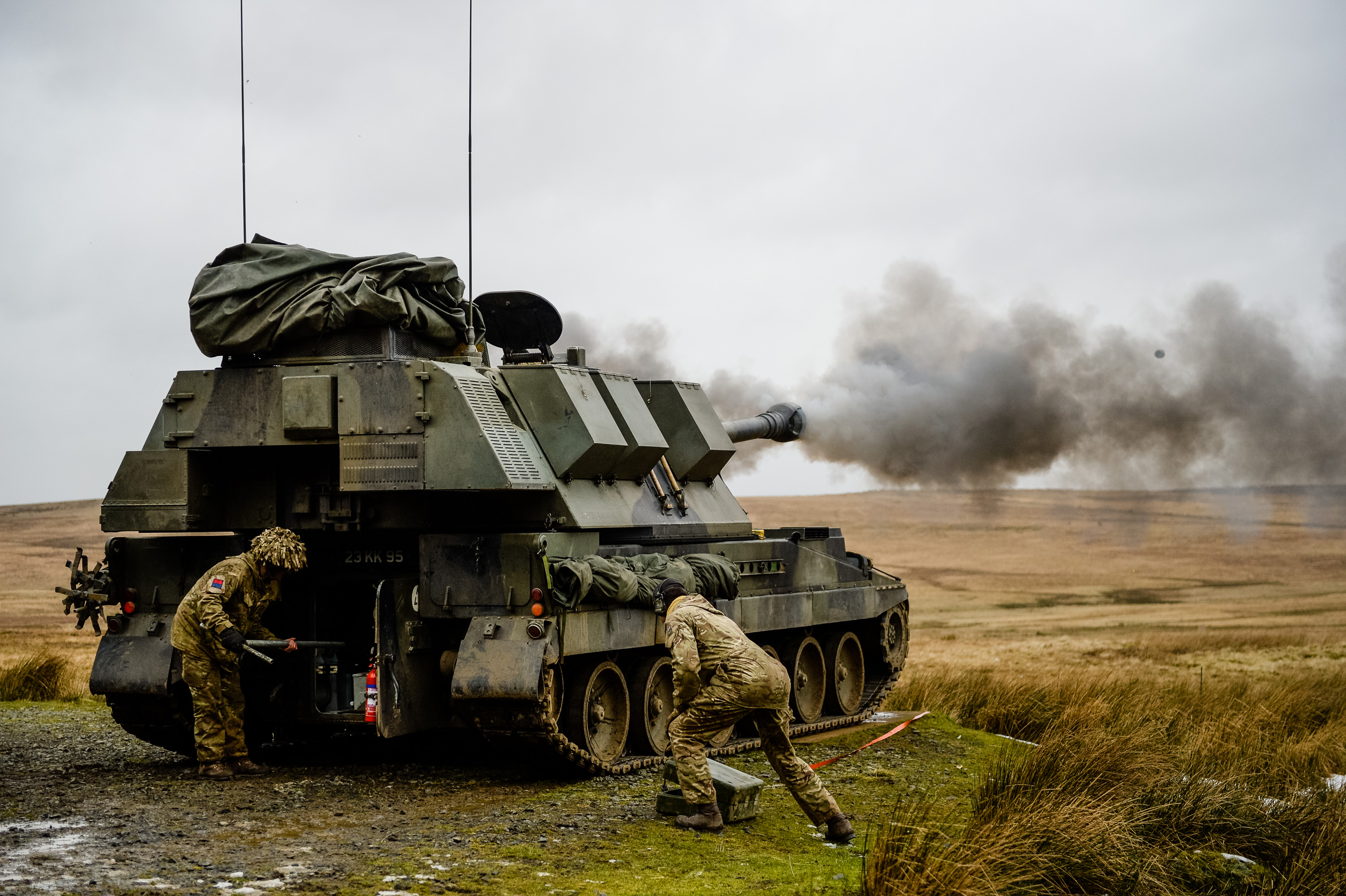
De AS-90 in actie

De AS-90 is een pantserhouwitser die is ontwikkeld in het Verenigd Koninkrijk voor het Britse leger. Het behoort tot de gemechaniseerde artillerie met een 155 mm-kanon.. Er zijn in totaal 179 exemplaren van gebouwd van 1992 tot 1995.

## Geschiedenis
AS-90 is een ontwerp het Britse bedrijf Vickers Shipbuilding and Engineering (VSEL). Halverwege de jaren tachtig begon de VSEL met de ontwikkeling ervan. Tussen 1992 en 1995 leverde VSEL aan het Britse leger 179 AS-90 voertuigen. De opdracht had een waarde van £ 300 miljoen. Ze werden aangeschaft ter vervanging van de verouderde FV433 Abbot (met 105 mm-kanon) en de nog oudere Amerikaanse M109-houwitser (155 mm), allebei gemechaniseerd geschut. Verder verving het de FH70-houwitser die geen eigen aandrijving had. De AS-90 werd voor het eerst gebruikt in 1993. In 1999 werd VSEL onderdeel van BAE Systems.
In 1999 kreeg Marconi Electronic Systems de opdracht AS-90’s met een langere schietbuis uit te rusten. De oude loop was 39 kaliber, de looplengte is aantal kalibers te vermenigvuldigen met de projectieldiameter ofwel 6,0 meter, en werd vervangen door een exemplaar van 52 kalibers, dit is zo’n  8,0 meter, waarmee de granaten verder weggeschoten konden worden.
In 2008 waren er nog 134 AS-90 in dienst. In 2008 en 2009 werd het elektrische systeem verbeterd. In 2015 waren er nog 117 exemplaren in gebruik. De aanvankelijk verwachte buiten dienststellingsdatum voor de AS-90 was 2030, maar dit werd later bijgesteld tot 2032. Vanaf 2029 komen de vervangers van de AS-90 bij het leger.
Op 14 januari 2023 kondigde de Britse premier Rishi Sunak aan dat 30 AS-90 naar Oekraïne gaan voor gebruik in de aanhoudende Russisch-Oekraïense oorlog.

## Gebruik
De AS-90 heeft een dun pantser van 17 millimeter. Dit is afdoende om inslagen van 7,62 mm patronen en 14,5 mm pantserdoorborende granaten en scherven van grotere granaten te weerstaan. Naast de Cummins hoofdmotor is de AS-90 uitgerust met een hulpmotor die een aggregaat aandrijft om de accu's opgeladen te houden terwijl het voertuig stilstaat. Het aggregaat levert voldoende stroom om het kanon en de relevante apparatuur draaiende te houden wanneer het voertuig stilstaat.
De loop van het kanon kan vanuit het voertuig worden vastgeklemd en losgemaakt. Tussen aanrijden en tot stilstand komen en het eerste schot ligt minder dan een minuut. Het kanon is voorzien van een automatische lader. De vuursnelheid ligt op drie schoten in 10 seconden (een zogenaamde ‘burst’), zes schoten per minuut gedurende drie minuten of aanhoudend twee schoten per minuut en dat een uur lang. In het voertuig is ruimte voor 48 granaten, waarvan 31 in de koepel en 17 in de romp, en 1000 patronen voor het machinegeweer.
De oude en korte loop, 39 kaliber, had een bereik van 24,9 kilometer en de langere (52 kaliber) van 30 kilometer.